# Сражение при Вюрцбурге (1796)
Сражение при Вюрцбурге (нем. Schlacht um Würzburg) было частью Войны первой коалиции (1792–1797) и продолжалась с 1 по 3 сентября 1796 года. После поражения в битве при Амберге (24 августа) генерал французских революционных войск Жан-Батист Журдан потерпел второе поражение от имперских австрийских частей (Нижнерейнская армия) во главе с эрцгерцогом Карлом.

## Бои 1 - 2 сентября
1 сентября французы были вытеснены австрийским авангардом из части Вюрцбурга на правой стороне Майна, которую они занимали с 24 июля 1796 года. В первой половине дня, после того как охрана ворот была застигнута врасплох, около 20 легких кавалеристов вошли в город-крепость снаружи, а с помощью горожан и изнутри. Не зная истинного числа нападавших, французы спешно отошли к крепости Мариенберг на левом берегу Майна. Два австрийских батальона за один день заняли город, а затем завязался артиллерийский бой между французами в крепости и австрийцами на Гальгенберге.
Утром 2 сентября дивизии Бернадота и Шампионне армии Журдана двинулась из Швайнфурта в Вюрцбург. Французский авангард появился на Штейнберге в полдень, за ним последовала тяжелая кавалерийская дивизия под командованием Бонно. Австрийцам пришлось вывести свои аванпосты с местных виноградников, французы заняли Аумюле и долину перед ней. В городе австрийский гарнизон под командованием Фридриха фон Готце совершил вылазку из цитадели и предотвратил вторжение французов, заняв валы. Несколько попыток французов войти в город через главный мост, чтобы открыть городские ворота, были отбиты. Австрийская дивизия на другом берегу реки под командованием фельдмаршала-лейтенанта Антона Старая уже подвергалась сильному давлению со стороны французских дивизий Бернадота и Шампионне.

## Бои 3 сентября
Решающее сражение произошло ближе к вечеру 3 сентября, после того как на поле боя прибыл эрцгерцог Карл с дополнительными войсками. В битве 45 000 австрийцев (в том числе 12 000 всадников) столкнулись с примерно 30 000 французов. Авангард эрцгерцога Карла (9 батальонов, 20 эскадрилий) под командованием Края совершил переход на правый берег Майна у Обершварцаха в 9.30 утра. С полудня он двинулся к Проссельсхайму, чтобы обойти длинный французский фронт. Эрцгерцог приказал своим войскам повернуть налево.  Дивизия Готце должна была сдерживать противника контрмаршами. Австрийская кавалерия перешла Майн по разведанному броду и вплавь. Всадники выбрались на правый берег и быстро обогнули Шварценау, прошли через Деттельбах и Бибергау и двинулись на поддержку дивизии Старая у Эффельдорфа. Журдан тщетно пытался помешать продвижению 24 вражеских эскадронов артиллерийским огнем. Австрийцы тогда на правом фланге провели атаку в 15:00 силами 24 эскадронов, которые решили исход дня. Особенно отличились кирасирские полки.
Усиленные войска Старая теперь смогли отбросить врага обратно в долину Кюрнаха. Принц Иоганн фон Лихтенштейн, войска которого сражались против Шампионне, занял местность у Зелигенштадтского двора, но затем был атакован частью тяжелой кавалерийской дивизии под командованием Бонно у Унтерплайхфельда. Когда бои разгорелись по всей линии, войска Готце снова продвинулись вперед и штурмовали Аумюле, а затем проникли в Вюрцбург. Австрийская дивизия Края тем временем атаковала слишком рассредоточенную французскую дивизию Гренье, прикрывавшую связь со Швайнфуртом. Войска Края вытеснили французов из Дипбаха и Хайлигенталя; одна колонна успешно прорвала фланг Гренье у Бергтхайма и Опфербаума, другая колонна продвинулась к Оберплайхфельду.
Французский гарнизон крепости Вюрцбург под командованием генерала Шполемона в составе 800 человек был вынужден капитулировать и, не считая тех, кто бежал на Шпессарт, попал в плен.

## Результаты
Всего в боях за Вюрцбург было 2000 человек убитыми и ранеными с французской стороны и 1500 человек с австрийской стороны. Около 1000 французов попали в плен.
4 сентября австрийцы форсировали Майн у Целля и 8 сентября вошли во Франкфурт. В результате поражения французов генерал Журдан был вынужден вернуться на Лан. 19 сентября 1796 года произошло второе сражение под Альтенкирхеном. После отступления в Дюссельдорф командующий Жан-Батист Журдан подал в отставку.